# Sigifredo Salazar
Sigifredo Salazar Osorio (Pueblo Rico, 3 de agosto de 1962) es un político y abogado colombiano, quien se desempeñó como Gobernador de Risaralda durante el periodo 2016-2019.

## Biografía
Sigifredo Salazar nació en Pueblo Rico, un municipio turístico del eje cafetero. Estudió Derecho y se graduó de abogado en la Seccional Pereira de la Universidad Libre el 15 de diciembre de 1995, habiéndose especializado en Derecho Administrativo en la misma Universidad.
Es Magíster en Historia y Ciencia Política en la Universidad Tecnológica de Pereira.
Está casado con Patricia Salazar, madre de sus hijos Hugo Alejandro, Cristian Camilo y Andrés Felipe.

### Trayectoria política
Fue elegido Alcalde del municipio de Pueblo Rico, sirviendo en el cargo entre 1991 y 1993. Fue Concejal del municipio de Dosquebradas en los periodos 2001-2004 y 2005-2007.
Más adelante, se desempeñó como Diputado a a la Asamblea Departamental de Risaralda en la legislatura 2008-2011; fue Presidente de dicha corporación en el año 2009.
Ha aspirado 2 veces a la Gobernación de Risaralda, ganando en su segundo intento intento con el apoyo del Partido Conservador alcanzando un total de 183.787 votos.
Durante su gestión como Gobernador, se invirtieron más de $28.000 millones en el fortalecimiento del campo y $60.000 millones en la construcción de vivienda. Así mismo, el PIB departamental tuvo un destacado crecimiento del 3,4% por ciento. También el Departamento Nacional de Planeación reconoció a Risaralda, en el mandato de Sigifredo Salazar, como el departamento que mejor invirtió sus regalías públicas.

### Reconocimientos
Según una encuesta realizada por la encuestadora Cifras y Conceptos fue el tercer Gobernador mejor clasificado del país en el período 2016-2019.

## Controversias

### Quiebra del Hospital San Jorge
Durante su gestión el hospital San Jorge entró en quiebra, desde su primer cambio de gerente y el sobre costo en los servicios, aunque los miembros de su partido y él mismo afirmaron que son señalamientos de tipo político  y por deudas de EPSs. Por otro lado, el Viceministro de Salud rechazó tales apreciaciones, indicando que él no tenía baza en el tema político. Como gobernador de Risaralda, Salazar reconoció su responsabilidad en las dificultades económicas del Hospital San Jorge.
Según la prensa nacional, «durante su administración el San Jorge se convirtió en un fortín político para robar los dineros públicos», hecho que confrontó la Fundación Pares, encontrando que desde la Gobernación fueron apoyados candidatos de la "casa Merheg".